# Ruslan Lyubarskyi
Ruslan Lyubarskyi es un futbolista ucraniano nacido en Bar el 29 de septiembre de 1973.
Formado en el CSKA Kiev, desarrolló la primera mitad de su carrera en Eslovaquia, en las filas del Chemlon Humenné y el MFK Košice. Con los primeros ganó una Copa y con los segundos, dos Ligas. Además, jugó la fase de grupos de la Liga de Campeones de la UEFA 1997-98, en la que le marcó un gol al Juventus FC en el Stadio delle Alpi. Posteriormente pasó cuatro temporadas en el Maccabi Netanya israelí y otros tantas en el Metalurg Zaporizhia, y se retiró en el Chemlon Humenné.
- Datos: Q25613